# Krucze Skały (Góry Krucze)
Krucze Skały – grupa porfirowych skałek w środkowej części pasma Gór Kruczych, w Górach Kamiennych, w Sudetach Środkowych, w woj. dolnośląskim.
Krucze Skały położone na terenie rezerwatu Kruczy Kamień, nad Kruczą Doliną na południowo-zachodnim zboczu góry Krucza Skała (681 m n.p.m.) około 2 km. na południowy wschód od centrum Lubawki.
Zespół skalny Krucze Skały, to charakterystyczne postrzępione urwisko skalne na stromym stoku z niezwykłym ułożeniem w szeregu malowniczych grup skalnych, sterczących grzęd i skalnych ścian, zbudowanych z permskich skał wulkanicznych, ryolitów, wyciśniętych spod starych zmetamorfizowanych formacji skał osadowych. Wychodnie są gęsto rozsiane w lesie świerkowo bukowym porastającym strome stoki wzniesienia. U podnóża utworzyły się niewielkie ryolitowe piarżyska. Odsłonięte skały mają barwę wiśniowo brązową, teksturę drobnoporfirową z licznymi, drobnymi prakryształami plagioklazów i ortoklazu. Porfirowe urwiska porasta rzadka roślinność, w tym m.in. endemiczny fiołek porfirowy podgatunek fiołeka pagórkowego.